# Khalil bey Khasmammadov
Khalil bey Khasmammadov (ázerbájdžánsky Xəlil bəy Xasməmmədov; 6. listopad 1873 Gjandža – 11. srpna 1945 Istanbul) byl ázerbájdžánský politik, státník a diplomat. V roce 1918 byl jmenován ministrem spravedlnosti a vnitřních věcí Ázerbájdžánské demokratické republiky.

## Život
Khalil bey Khasmammadov se narodil v roce 1873 ve městě Gjandža. Vystudoval právnickou fakultu Moskevské státní univerzity a poté pracoval jako právník.

## Činnost

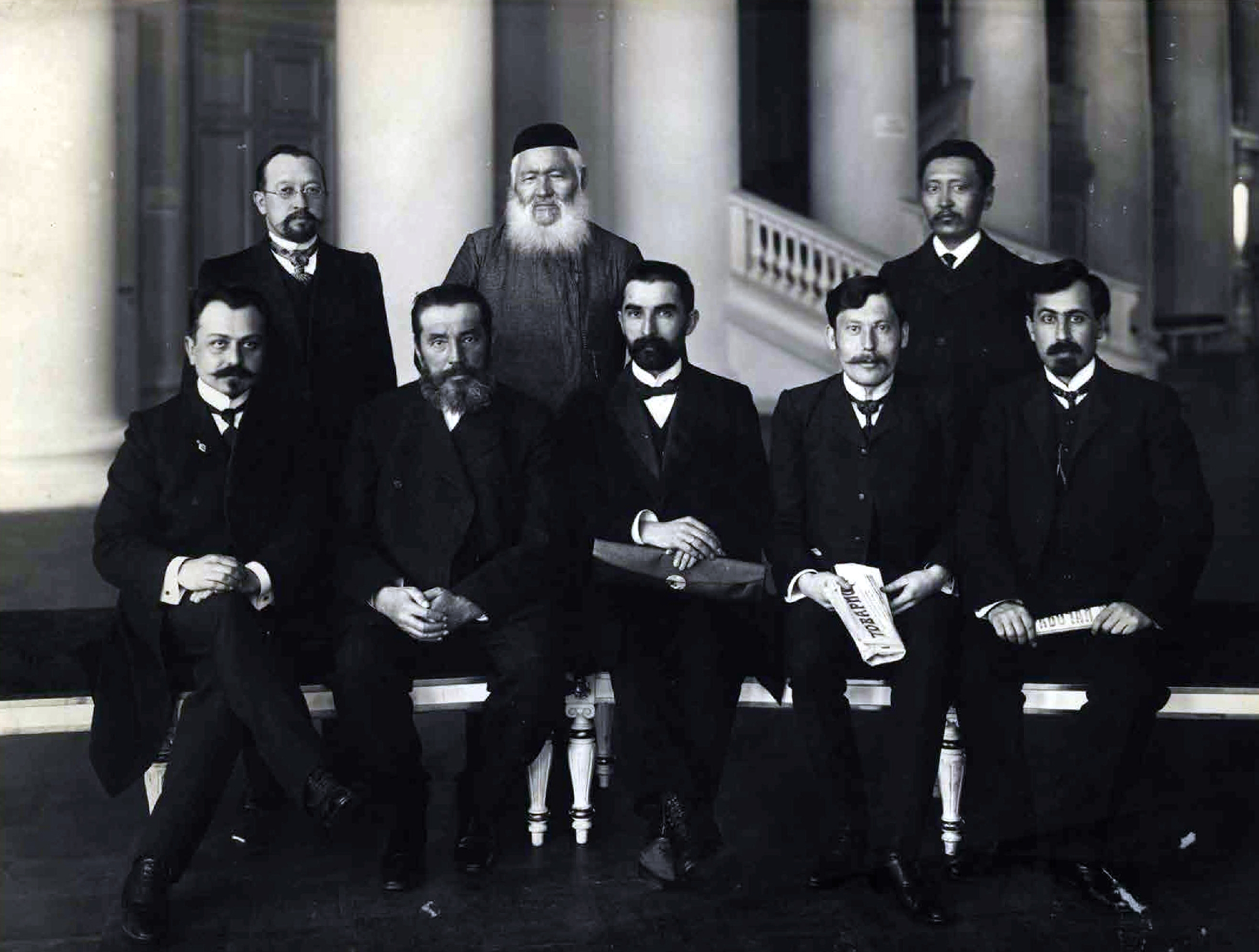
Khalil Khasmammadov (vpravo)

Během svého života usiloval Khalil bey Khasmammadov o dosažení autonomie Ázerbájdžánu. Nejdůležitějším obdobím jeho politické činnosti bylo založení Ázerbájdžánské republiky. Ve stejný den (28. května 1918), kdy byla založena Ázerbájdžánská demokratická republika (první demokratická republika na východě), bylo zřízeno i její Ministerstvo spravedlnosti  a Khalil bey Khasmammadov byl jmenován prvním ministrem spravedlnosti.
Zastával funkci ve čtyřech z pěti funkčních období nezávislé vlády, dvakrát jako ministr spravedlnosti a dvakrát jako ministr vnitra. Zasloužil se o úzkou spolupráci orgánů ministerstva vnitra s ministerstvem obrany a s orgány bezpečnosti a zvláštních služeb. Tato spolupráce byla stěžejní pro předcházení vzpourám a akcím proti nové vládě, jelikož mnoho protivládních hlasů přicházelo od vojáků, důstojníků, policistů atd., kteří byli členy národní armády a podobných organizací.
V polovině dubna 1920 byl Khasmammadov jmenován velvyslancem v Istanbulu, ale když nová republika po obsazení Baku Rudou armádou v roce 1920 padla, byl ještě v Baku. Po nastolení sovětské moci uprchl do Tbilisi, kde byl v červnu 1920 napaden a vážně zraněn. Po tomto atentátu uprchl do Turecka a zbytek svého života prožil v Istanbulu, kde zemřel v roce 1945. Byl pohřben na hřbitově Fari Koy v Istanbulu.